# فرد گراهام
فرد گراهام (انگلیسی: Fred Graham؛ ‏ ۲۶ اکتبر ۱۹۰۸ – ۱۰ اکتبر ۱۹۷۹) بازیگر، بدل‌کار و بازیکن نیمه‌حرفه‌ای بیسبال اهل ایالات متحده آمریکا بود که از سال ۱۹۲۸ وارد دنیای سینما شد.

## گزیدهٔ فیلم‌شناسی
- ماه نو
- رومئو و ژولیت
- کارکنان
- شورش در بونتی[۴]
- رز ماری
- به دنبال مرد لاغر
- پرواز شناسایی
- اعترافات یک جاسوس نازی
- بانوی بدنام‌شده
- دهه پرشور بیست
- شهر داج
- جزیره ویک
- باد وحشی را درو کن
- جاسوس محبوب من
- شرلوک هولمز و بانگ وحشت
- در اکلاهمای سابق
- گذرگاهی به سوی مارسی
- بوفالو بیل
- زن ببری
- نره غول پشمالو
- بانویی پشت پنجره
- اوپراتور فدرال ۹۹
- داکوتا
- دژ آپاچی
- لبه تیغ
- آنها در شب زندگی می‌کنند
- ماجراهای دن خوان
- او یک روبان زرد بست
- مبارز اهل کنتاکی
- شن‌های ایوو جیما
- سامسون و دلیله
- آقای ۸۸۰
- دالاس
- والنتینو
- نوار
- در پهنه وسیع میسوری
- آسمان بزرگ
- جنگ دنیاها
- شمشیر طلایی
- فرار از فورت براوو
- دیمیتریوس و گلادیاتورها
- ۲۰٬۰۰۰ فرسنگ زیر دریا
- پنجره عقبی
- فاتح
- آخرین شکار
- نشان عقاب
- مردی در سایه
- سرگیجه
- ریو براوو
- این هزاران تپه‌ماهور
- سواره‌نظام
- آلامو
- پول توجیبی
- شمال به آلاسکا
- جنگل آسفالت